# Coenobothrus detruncatus
Coenobothrus detruncatus är en mångfotingart som först beskrevs av Carl 1905.  Coenobothrus detruncatus ingår i släktet Coenobothrus och familjen Odontopygidae. Inga underarter finns listade i Catalogue of Life.